# Eric David Wittkower
Eric David Wittkower (geboren 4. April 1899 in Berlin; gestorben 6. Januar 1983 in Montreal) war ein deutsch-britisch-kanadischer Psychiater.

## Leben
Erich Wittkowers Vater Louis Wittkower (1860–1942) stammte aus Edinburgh und lebte als britischer Kaufmann im Deutschen Reich, seine Mutter Berta Katz (1869–1920) stammte aus Berlin. Seine Schwestern Elsbeth Cohen (geboren 1886) und Lili Meier (geboren 1893) wurden Opfer des Holocaust. Er heiratete 1931 Claire Francesca Weil (1906–), sie hatten zwei Kinder.
Wittkower wurde im Ersten Weltkrieg 1917 Soldat der deutschen Armee. Ab 1918 studierte er Medizin in Berlin und wurde 1924 promoviert. Er arbeitete als Assistenzarzt an der Charité und wurde 1932 Privat-Dozent an der Berliner Universität. Nach der Machtübergabe an die Nationalsozialisten 1933 emigrierte er über Italien und die Schweiz nach England, wo er 1934 die britische Staatsbürgerschaft (zurück-)erhielt. Ab 1935 arbeitete er an der psychiatrischen Tavistock Clinic. Während des Zweiten Weltkrieges diente Wittkower von 1940 bis 1945 als Major im Royal Army Medical Corps (RAMC). 
Wittkower wanderte 1951 nach Kanada aus, wo er ab 1953, ab 1963 als Professor, am Psychiatrischen Institut der McGill University lehrte und von 1956 bis 1970 die Abteilung für Transkulturelle Psychiatrie einrichtete und leitete. Die American Psychosomatic Society wählte ihn 1970/71 zu ihrem Präsidenten.

## Schriften (Auswahl)
- Einfluss der Gemütsbewegungen auf den Körper (Affektphysiologie und Organneurosen). Wien : Sensen, 1936
- The neuroses in war. New York : Macmillan, 1940
- Psychosomatic medicine / Vol. 6. No. 4. 1944
- Modern trends in dermatology. 1948
- Modern practice in psychological medicine. London : Butterworth, 1949
- A psychiatrist looks at tuberculosis. London : The National Assoc. for the Prevention of Tuberculosis, 1949
- Hautkrankheiten in psychosomatischer Sicht. Basel : Geigy, 1963
- (Hrsg.): Psychosomatic medicine : its clinical applications.  Hagerstown, Md. : Harper & Row, 1977 ISBN 0-06-142768-3